# 사이토 테츠오 (가수)
사이토 테츠오(일본어: 斉藤 哲夫 さいとうてつお[*] 1950년 4월 4일 ~ )는 일본의 포크 싱어, 싱어송라이터이다.
사이타마현 고노스시 출신으로 메이지 가쿠인 대학을 졸업했다. 아카바네에 거주 중.
아마추어시절엔 아가타 모리오(あがた森魚), 노자와 코지(野澤享司), 스즈키 케이이치, 하치미츠 파이 등의 음악인들과 친분이 있었다.
URC에서 하야카와 요시오의 프로듀스로 《悩み多き者よ》을 녹음해 데뷔했다. 당시 2천 매 정도 제작되었다. 이후 1집 《君は英雄なんかじゃない》를 녹음했다.
73년 소니로 이적하여 3장의 앨범을 내었다. 가사가 문학적이라 젊은 철학자, 노래하는 철학자 등의 애칭을 얻었다.
80년에 포니캐년을 통해 앨범 2장과 EP를 냈다. 미야자키 요시코(宮崎美子)가 출연한 미놀타 광고 삽입곡인 いまのキミはピカピカに光って를 히트시켰다. 2011년 공연전 삿포로에서 경미한 뇌경색을 앓고 장기 입원한 후에 건강을 조절하며 공연을 계속 하고 있다. 2011년 4월에 내한공연을 가졌다.